# Marc Thommen
Marc André Thommen (* 11. Februar 1975 in Basel) ist ein Schweizer Rechtswissenschaftler und Professor für Strafrecht und Strafprozessrecht an der Universität Zürich.

## Leben
Marc Thommen besuchte in Basel die Primarschule sowie das Gymnasium, das er mit der Maturität Typus B abschloss. Anschließend studierte er an den Universitäten Basel, Fribourg und Zürich Rechtswissenschaften und erwarb 2000 den Titel lic. iur.
Nebst seiner Promotion 2004 bei Kurt Seelmann erwarb Thommen 2005 einen Master of Laws (LL.M.) am Trinity Hall College der Universität Cambridge. Von 2005 bis 2009 war er als Gerichtsschreiber in der Strafrechtlichen Abteilung des Schweizerischen Bundesgerichts tätig. 2010 erwarb er das Zürcher Anwaltspatent.
2013 habilitierte sich Thommen mit einer Arbeit zum Strafbefehls- und abgekürzten Verfahren. Im selben Jahr wurde er als außerordentlicher Professor für Strafrecht und Strafprozessrecht unter Einschluss des Wirtschafts- und Verwaltungsstrafrechts an die Universität Zürich berufen. 2019 wurde er zum Ordinarius befördert.

## Förderung von Open Access
Thommen setzt sich seit seiner Berufung für die Förderung von Open Access in der Rechtswissenschaft ein.
2014 gründete er gemeinsam mit Daniel Hürlimann den Verein sui generis, um die juristische Open-Access-Fachzeitschrift sui-generis.ch herauszugeben. Sui-generis.ch publiziert wissenschaftliche Beiträge aus allen Rechtsgebieten und erscheint ausschließlich im Internet. Seit 2018 gibt der Verein außerdem die Buchreihe sui generis heraus, in der juristische Dissertationen, Lehrbücher und Tagungsbeiträge Open Access zugänglich gemacht werden. Als zweites Werk dieser Reihe erschien 2018 das von Thommen herausgegebene Lehrbuch Introduction to Swiss Law. Es ist damit das erste juristische Lehrbuch, das in der Schweiz Open Access erschienen ist.
2019 wurde Thommen von der Universitätsleitung zu einem von zwei Open-Science-Delegierten der Universität Zürich ernannt.

## Forschungsschwerpunkte
Thommens Forschungsschwerpunkte liegen im Schweizerischen Straf- und Strafprozessrecht. In seiner Habilitation untersuchte er die Rechtsstaatlichkeit von Strafbefehls- und abgekürzten Verfahren in der Schweiz. Mit der empirischen Untersuchung von Strafbefehlsverfahren beschäftige sich auch ein dreijähriges Nationalfondsprojekt, das Thommen gemeinsam mit André Kuhn leitete. Thommen vertritt tendenziell eine kritische Haltung gegenüber verkürzten Prozessen im Strafverfahren, tritt aber nicht für die Abschaffung von Strafbefehls- und abgekürzten Verfahren ein, sondern fordert stattdessen eine punktuelle Revision.